# Paracroton integrifolius
Paracroton integrifolius là một loài thực vật có hoa trong họ Đại kích. Loài này được (Airy Shaw) N.P.Balakr. & Chakrab. mô tả khoa học đầu tiên năm 1993.

## Hình ảnh

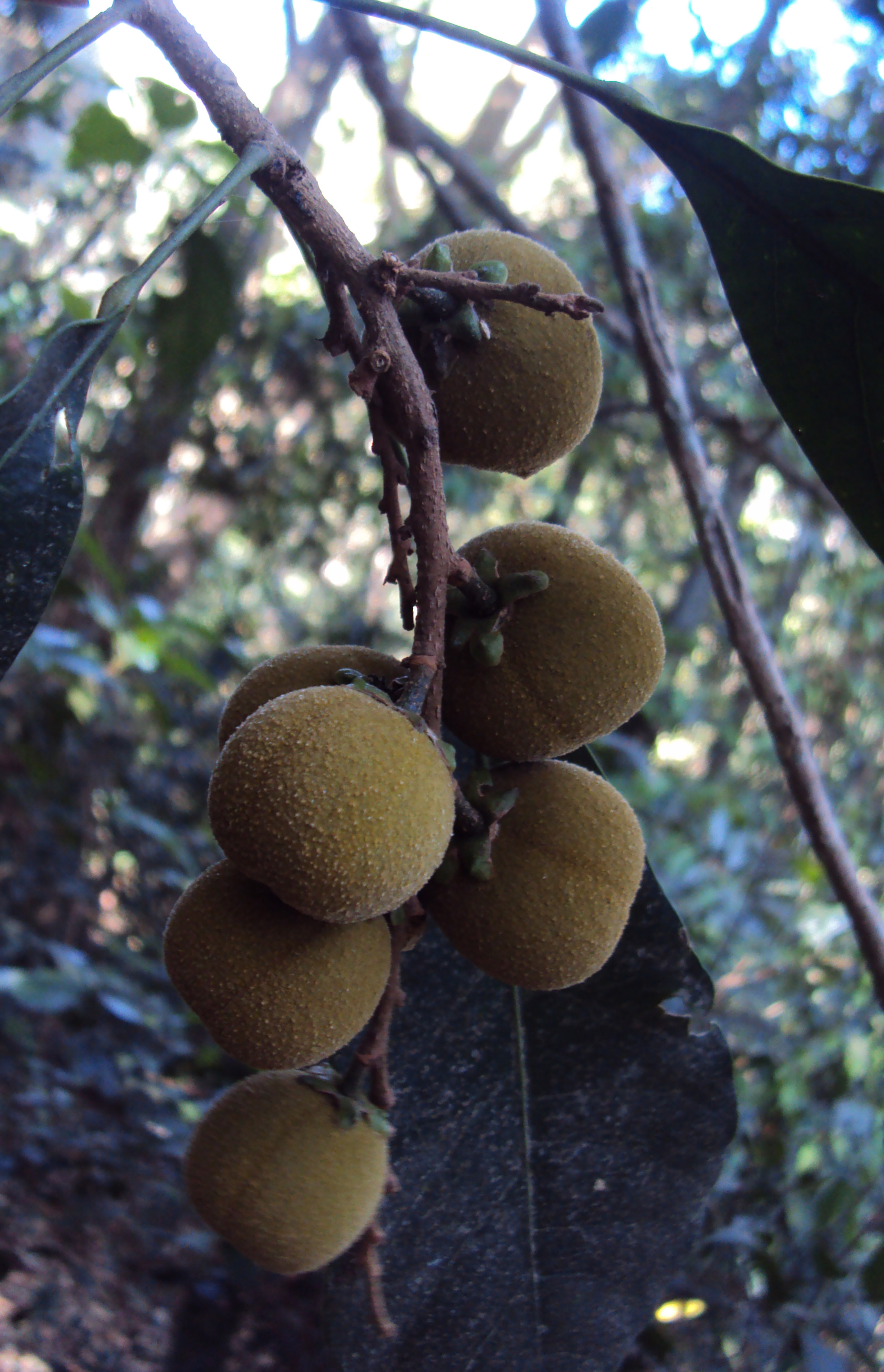